# Jonas Gemmer
Jonas Gemmer, né le 31 janvier 1996 à Hvidovre au Danemark, est un footballeur danois qui évolue au poste de milieu central au Hvidovre IF.

## Biographie

### En club
Né à Hvidovre au Danemark, Jonas Gemmer joue dans les équipes de jeunes du Rosenhøj Boldklub, du Greve Fodbold (en) et du Køge BK avant de poursuivre sa formation au FC Midtjylland. C'est ce club qui lui fait découvrir le football professionnel. Il joue son premier match lors d'une rencontre de coupe du Danemark face au Vendsyssel FF, le 29 août 2013. Il est titularisé et son équipe s'impose après prolongations (3-4 score final).
Gemmer prolonge son contrat avec le FC Midtjylland le 8 octobre 2014, il est alors lié au club jusqu'en juin 2019.
Le 25 janvier 2016, Jonas Gemmer rejoint l'AC Horsens, club évoluant en deuxième division danoise et luttant pour monter en première division. Il est prêté jusqu'à la fin de la saison.
Lors de l'été 2017, Jonas Gemmer quitte définitivement le FC Midtjylland afin de s'engager en faveur du Fremad Amager. Le transfert est annoncé dès le 30 mai 2017.
Il joue son premier match sous ses nouvelles couleurs le 30 juillet 2017, à l'occasion de la première journée de la saison 2017-2018, face au Vendsyssel FF. Il est titularisé et son équipe est battue par deux buts à zéro.
Le 27 août 2019, Jonas Gemmmer fait son retour à l'AC Horsens. Il signe un contrat de trois ans, soit jusqu'en juin 2022.
Le 16 juillet 2023, Jonas Gemmmer rejoint le Hvidovre IF, club de sa ville natale, tout juste promu en première division.
Il joue son premier match pour Hvidovre le 21 juillet 2023, à l'occasion de la première journée de la saison 2023-2024, face à son club formateur, le FC Midtjylland. Il est titularisé et son équipe s'incline par un but à zéro.

### En sélection
Jonas Gemmer représente l'équipe du Danemark des moins de 19 ans. Il joue un total de trois matchs avec cette sélection entre 2014 et 2015.